# Carl Christian Alberti
Carl Christian Alberti, född den 12 maj 1814 nära Viborg, död den 18 maj 1890, var en dansk advokat och politiker. Han var far till kvinnosakskämpen Sophie Alberti och justitieministern Peter Adler Alberti.

## Biografi
Alberti, vars far var godsägare, tog en juridisk examen 1839 och började 1853 som advokat i Köpenhamn och fick snart ett betydande klientel, särskilt från landsbygden. För landsbygdens folk visade han alltid det största intresse. I Folketinget, som han tillhörde under drygt en mansålder (1849-1890), anslöt han sig till den bondevänliga vänstern och förvärvade under sin långa politiska bana stort anseende; hans inlägg, speciellt i jordkreditfrågor, kom med tiden att betraktas nästan som auktoritativa. Albertis förnämsta livsverk var skapandet av Den sjællandske Bondestands Sparekasse, epokgörande för det danska jordbrukets kreditförhållanden.